# 네스트매니지먼트
네스트매니지먼트는 대한민국의 연예 기획사이다.